# Набережная 30-го Гвардейского Корпуса
Набережная 30-го Гвардейского Корпуса — набережная в старой части Выборга. Пролегает по побережью Большого Ковша от Рыночной площади до Крепостного моста, за которым расположена пассажирская пристань, примыкающая к территории грузового порта.

## История

План 1861 года, согласно которому изменены очертания береговой линии

С 1470-х годов Выборг окружала городская стена, проходившая по береговой линии Выборгского залива. Её составными частями, выходившими к кромке залива на месте нынешней набережной, в XIX веке были бастионы Платформ, Вассерпорт (Вассепорт) и Элеонор (Елеонор), а также Абоские (Абовские) и Водяные ворота, у которых располагались причалы с временными деревянными сооружениями Выборгского порта.

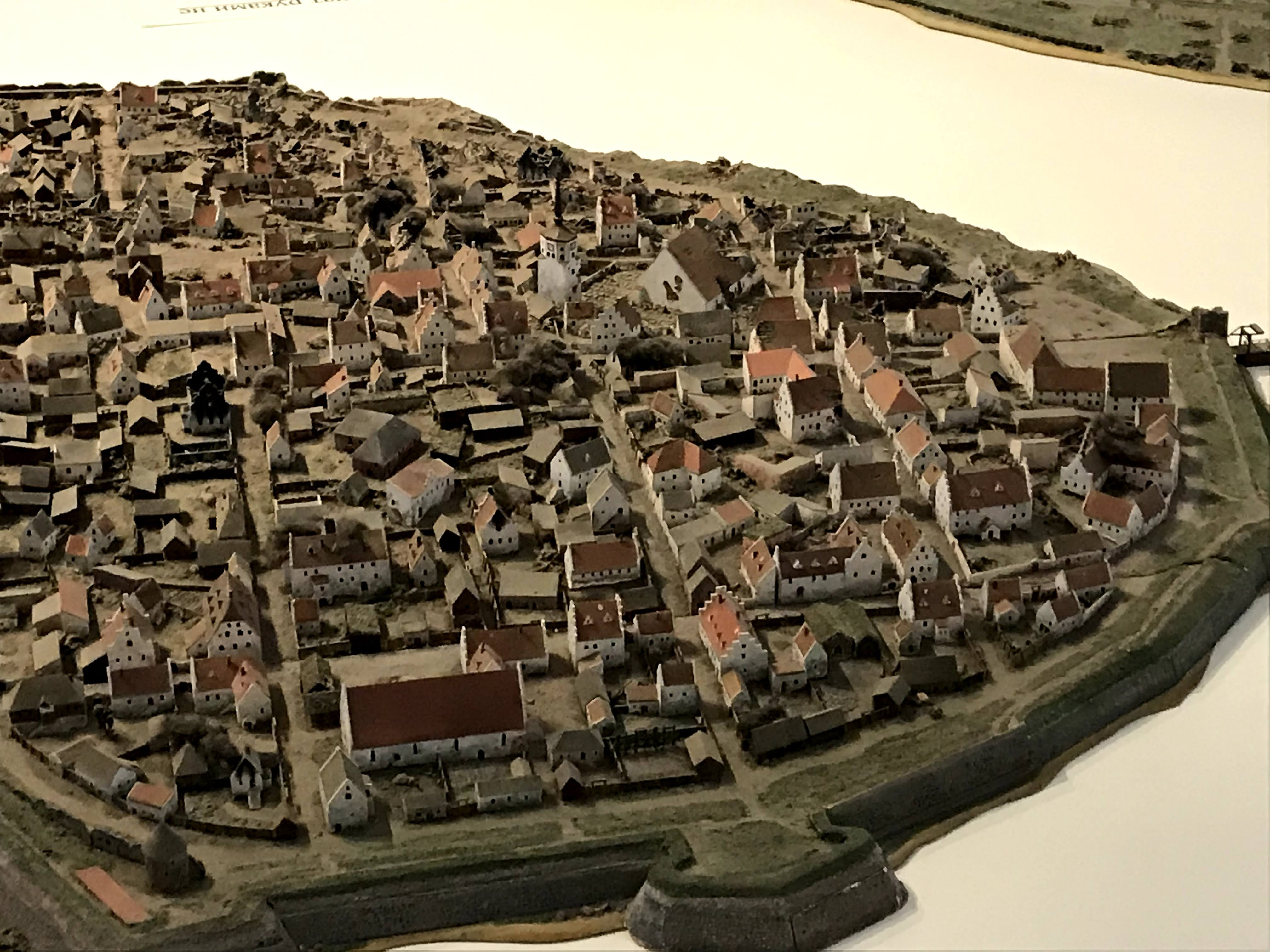
Крепостная стена на макете средневекового Выборга
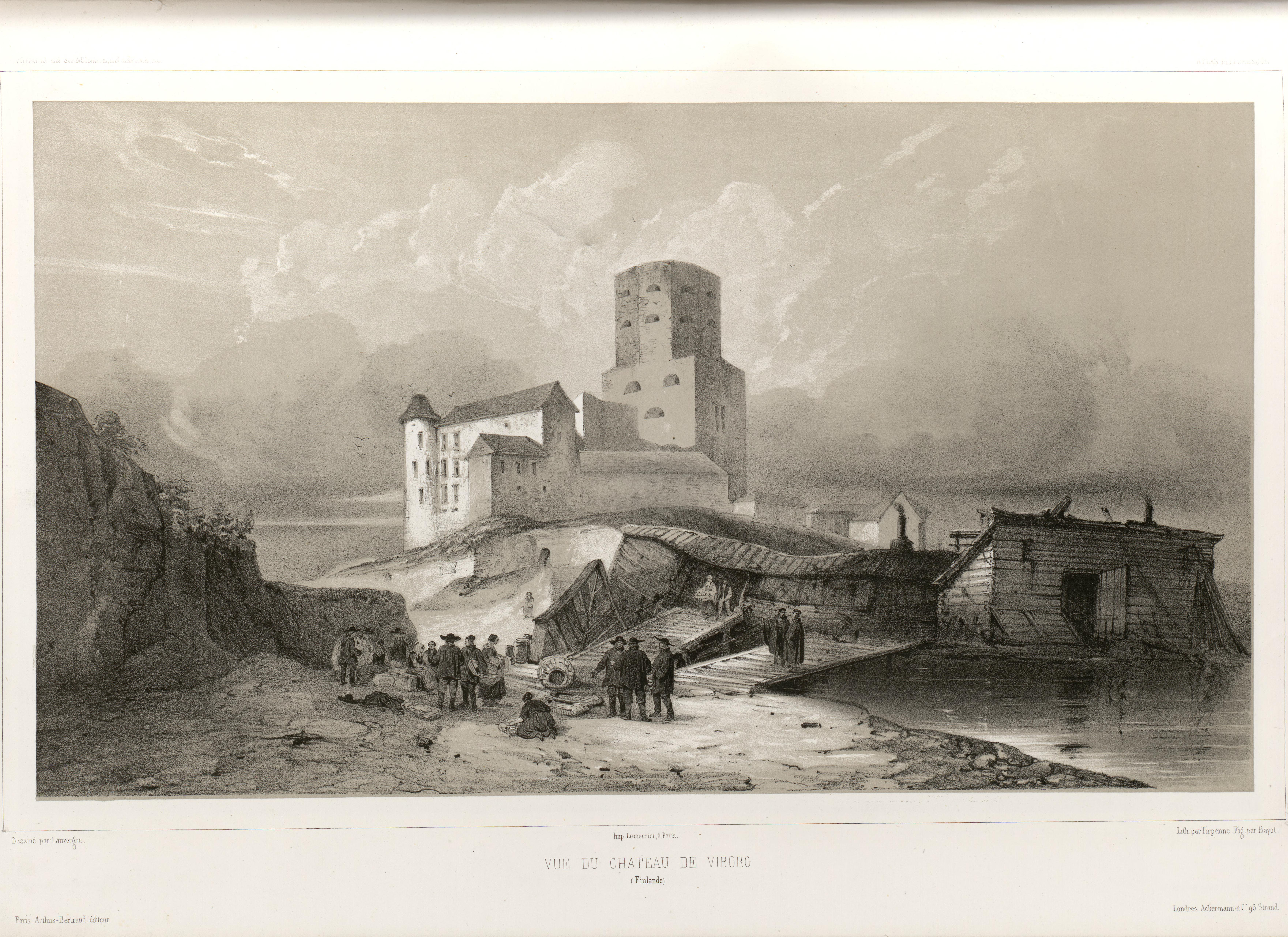
Вид на Выборгский замок в 1850-х годах
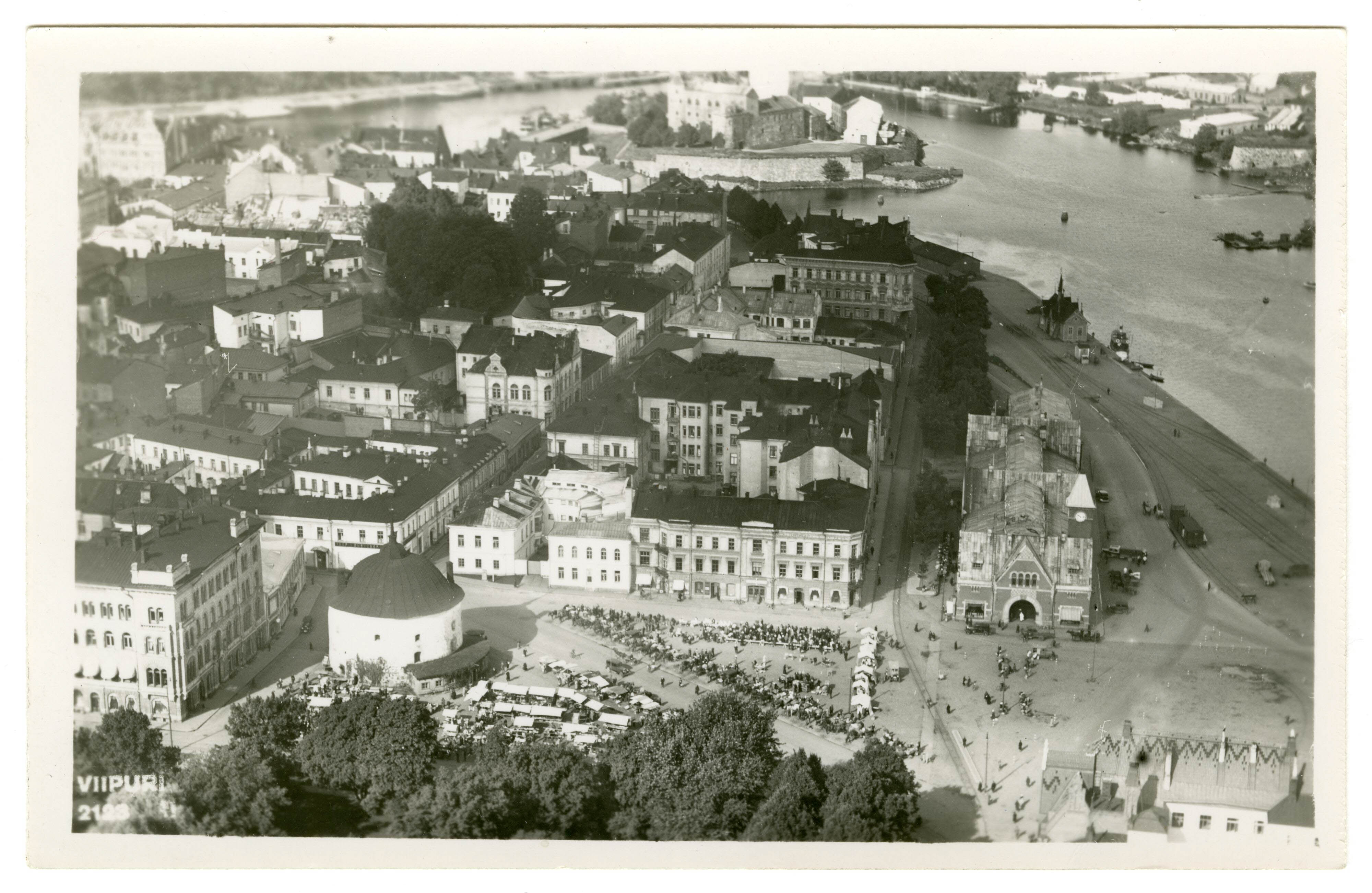
Вид на Рыночную площадь в 1930-х годах. Справа — Северная гавань с железнодорожной веткой на набережной
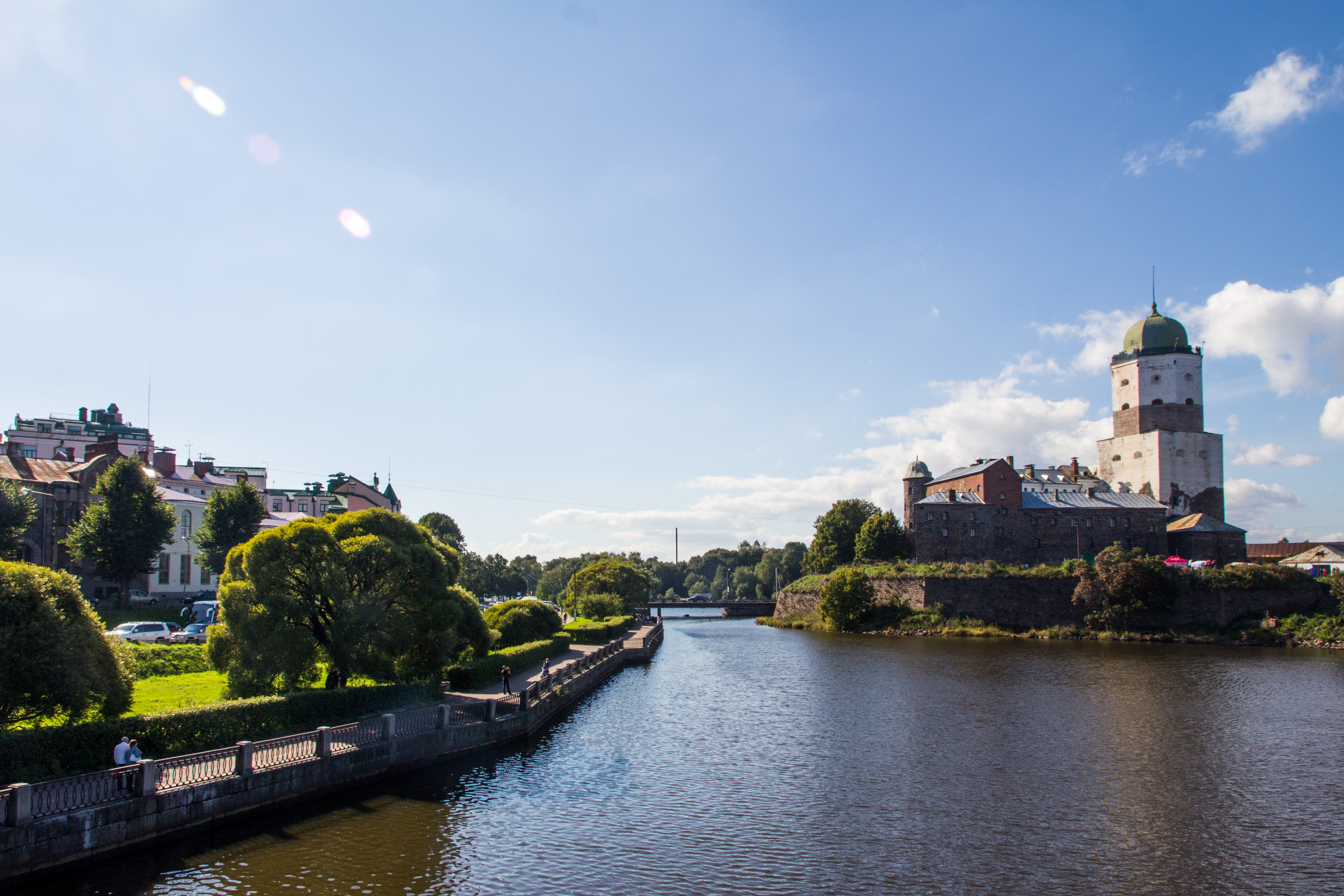
Вид на набережную и замок в 2014 году
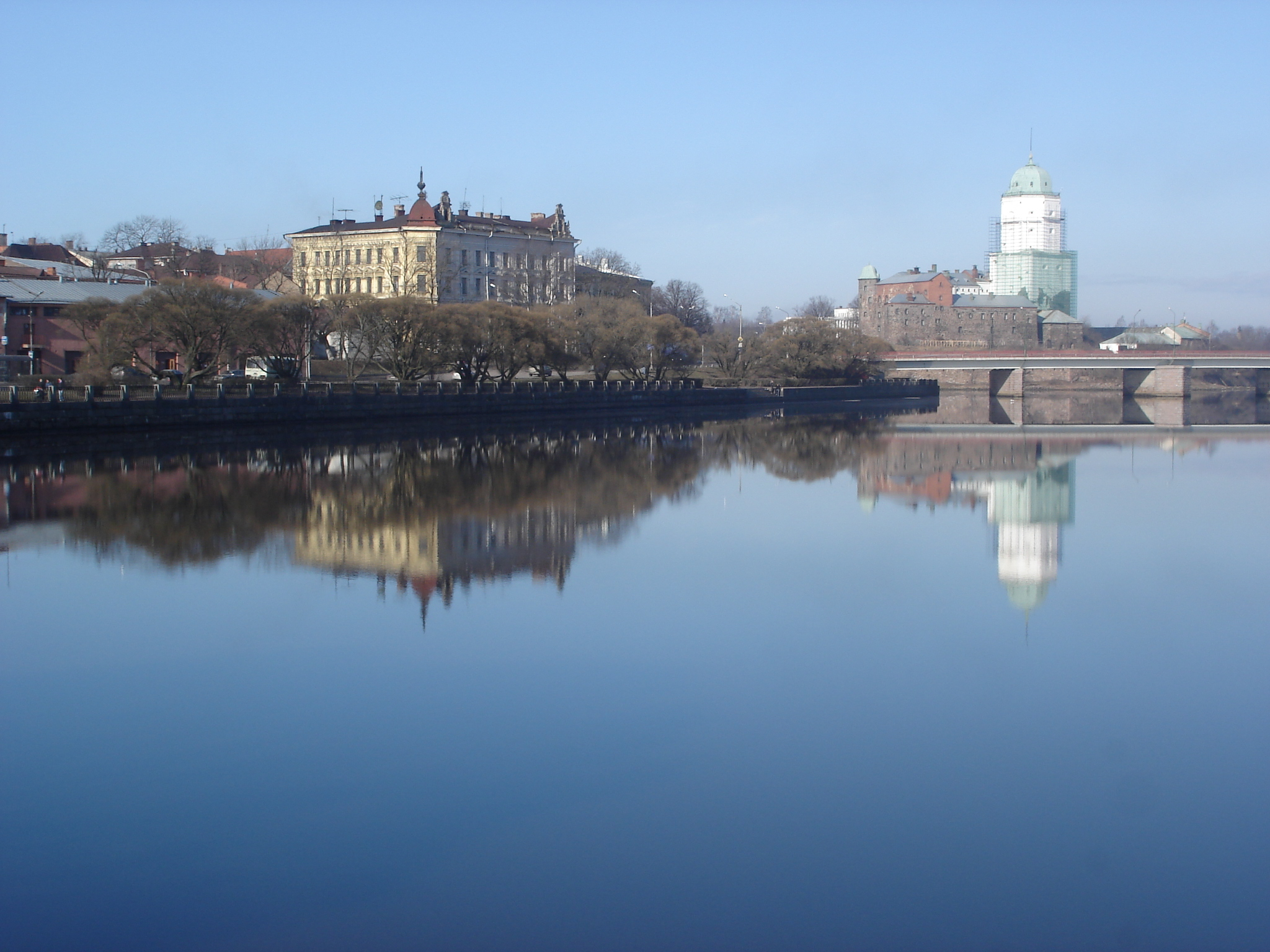
Доходный дом Хакмана в 2008 году

Во второй половине XIX века в соответствии с генеральным планом, разработанным в 1861 году выборгским губернским землемером Б. О. Нюмальмом, устаревшие городские укрепления были разобраны. Полученные стройматериалы в ходе работ по формированию инфраструктуры открытого в 1856 году Сайменского канала использовались для выравнивания береговой линии путём засыпки части бухты Салакка-Лахти. На новом городском плане обозначено название швед. Kanal quaien — «Набережная Канала», а на более поздних картах — швед. Norra hamnen — «Северная набережная». На ней разместились портовые сооружения Северной гавани (швед. Norra hamnen, фин. Pohjoissatama; с провозглашением независимости Финляндии официальным стал финский вариант). После ввода в эксплуатацию в 1870 году новой железной дороги Санкт-Петербург — Гельсингфорс по замощённой булыжником набережной от Выборгского вокзала до Южной гавани в 1893 году была проложена железнодорожная ветка для перевозки товаров пришвартованных судов. Стремительное превращение Выборга в крупный торгово-промышленный центр благодаря открытию канала и железной дороги символизируют установленные в 1870-х годах на месте разобранных в 1857 году Абовских ворот статуи «Промышленность» и «Морская торговля». Однако, как отмечал искусствовед Е. Е. Кепп, ветка товарной железной дороги создавала неприятный диссонанс средневековым кварталам, овеянным поэзией седой старины.
В результате советско-финских войн (1939—1944) работа Сайменского канала прервалась до 1968 года (когда его подходный фарватер был перенесён в Гвардейский пролив, берега которого соединили мосты Дружбы — железнодорожный и автомобильный). Прекратил работу и Северный порт, недолгое время обозначавшийся на послевоенных картах Выборга. Так как побережье Большого Ковша утратило значение для морской торговли, то прибрежная железнодорожная ветка была разобрана, а на её месте заложили  бульвар — место отдыха горожан. В 1956—1960 годах была отремонтирована причальная стенка, поставлены гранитные тумбы с узорчатой чугунной решёткой, а каменная мостовая уступила место ивовому скверу. Активное участие в работах по благоустройству принимали комсомольцы, поэтому в 1958 году расширенный за счёт бывшей Северной набережной парк получил наименование набережной имени 40-летия ВЛКСМ (иначе — набережная [имени] 40-летия Комсомола).
В 1954—1957 годах набережная входила в маршрут Выборгского трамвая. А в 1960-м году берега Северной гавани соединил новый автомобильный мост, названный впоследствии Петровским (в честь Петра I). Набережная стала одной из важнейших транспортных артерий города, частью магистрального движения автотранспорта, следующего через Выборг. Через неё проходит несколько автобусных маршрутов.
Заметную роль в морской панораме города играют дом Стюнкеля и доходный дом Хакмана, в котором до 1998 года размещался штаб 30-го гвардейского стрелкового корпуса, отличившегося в боях при снятии блокады Ленинграда, в Выборгской наступательной операции и при освобождении Прибалтики. В честь прославленного войскового формирования с 2009 года получила название бывшая Северная набережная, вновь выделенная из набережной имени 40-летия ВЛКСМ. Она относится к Центральному микрорайону города, образованному в 2008 году.

## Изображения

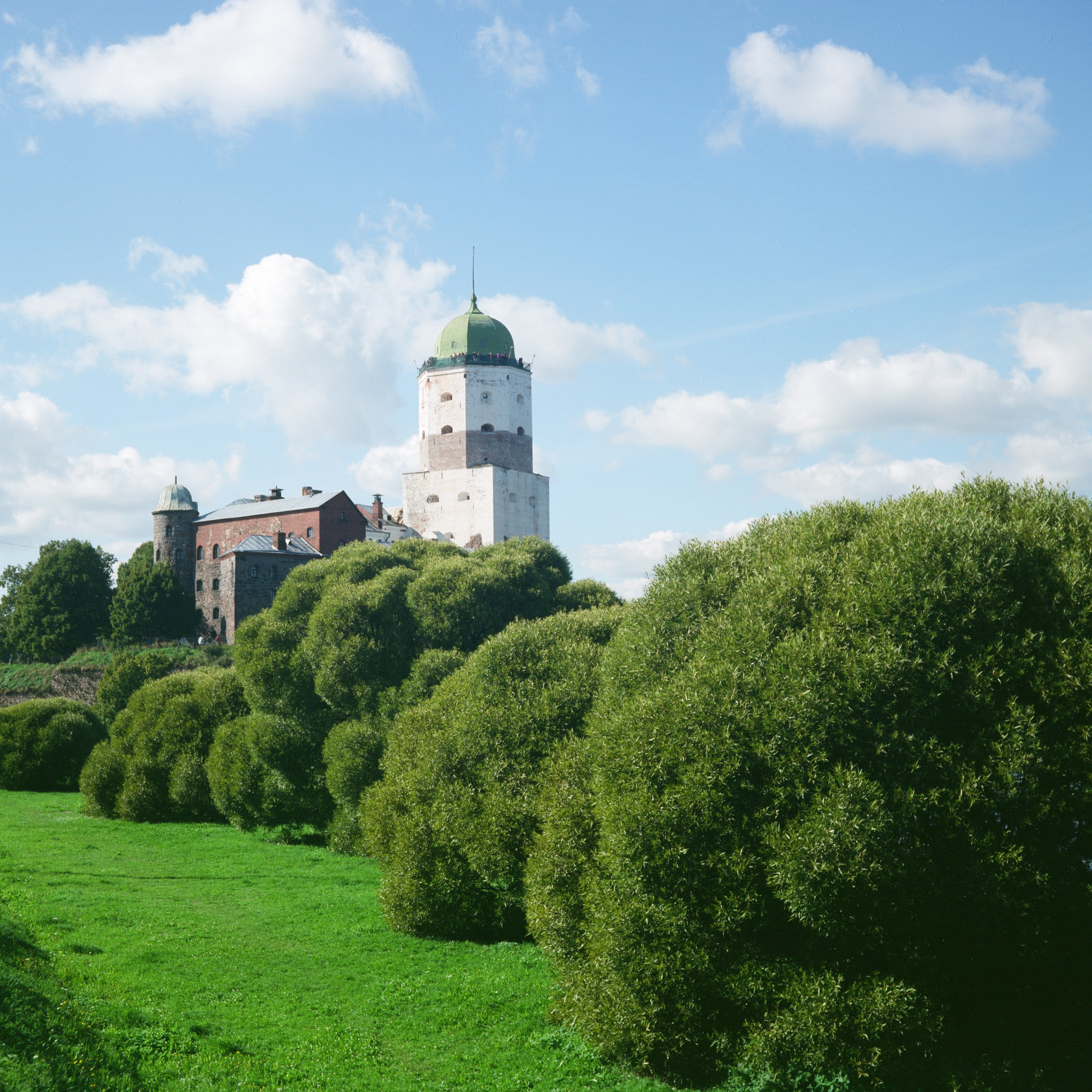
Вид на замок
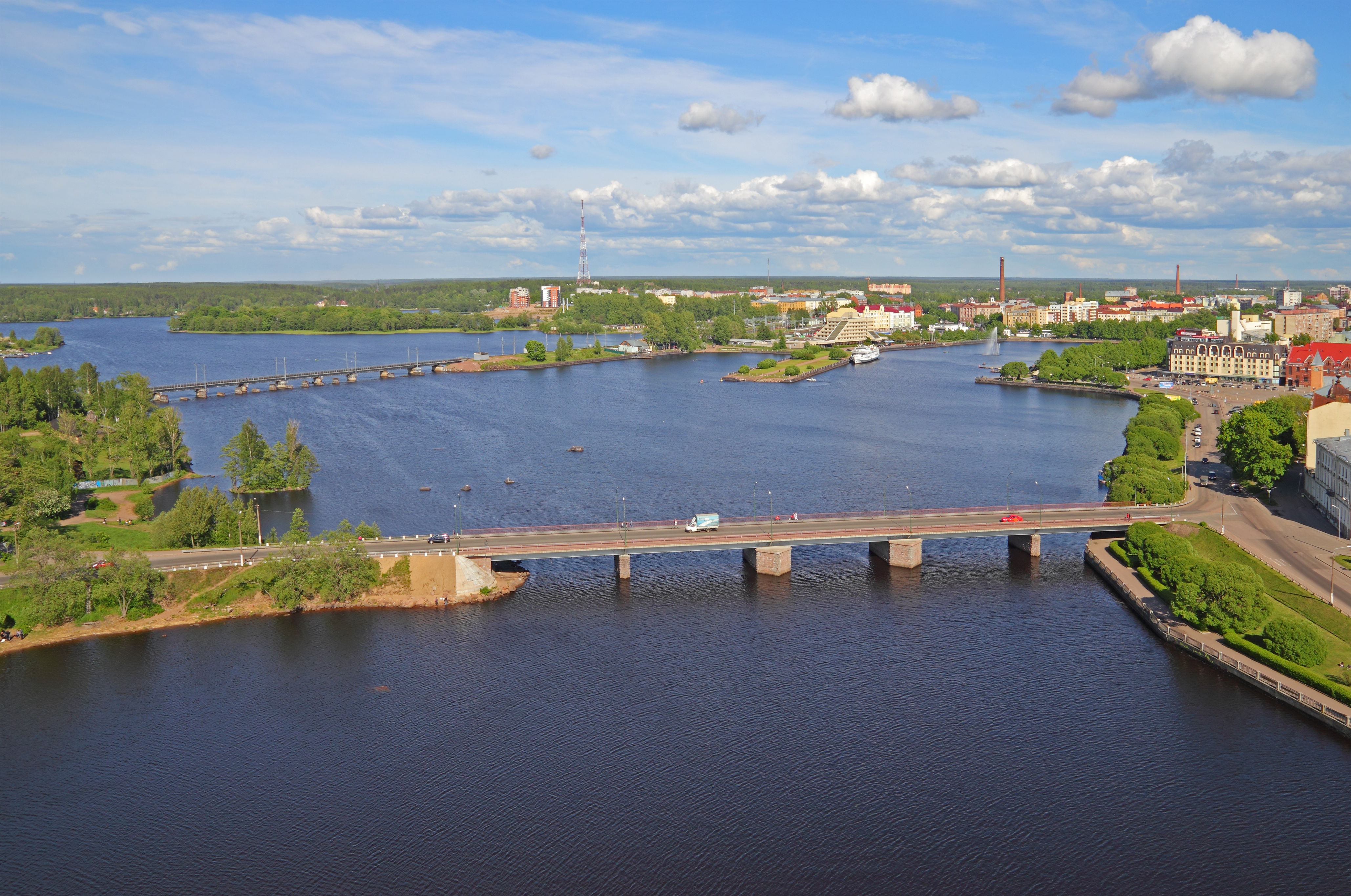
Петровский мост
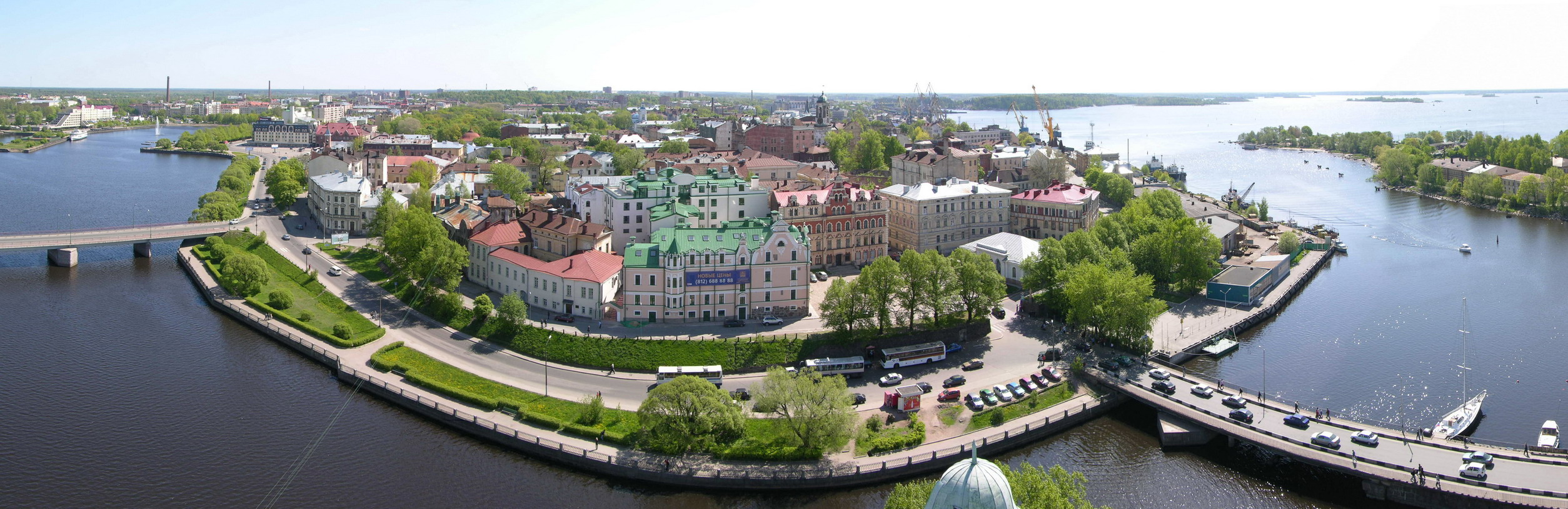
Панорамное фото
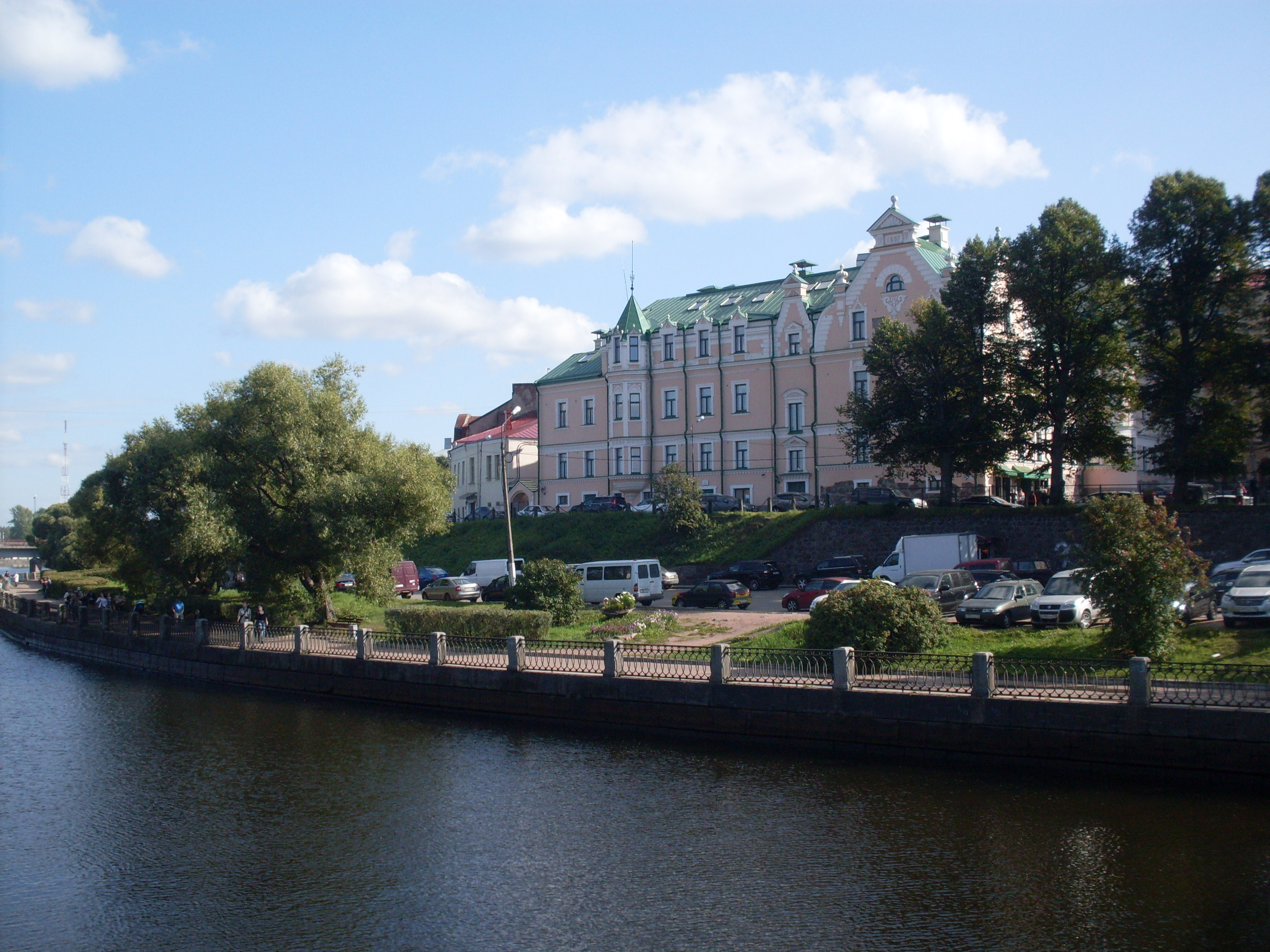
Дом Векрута
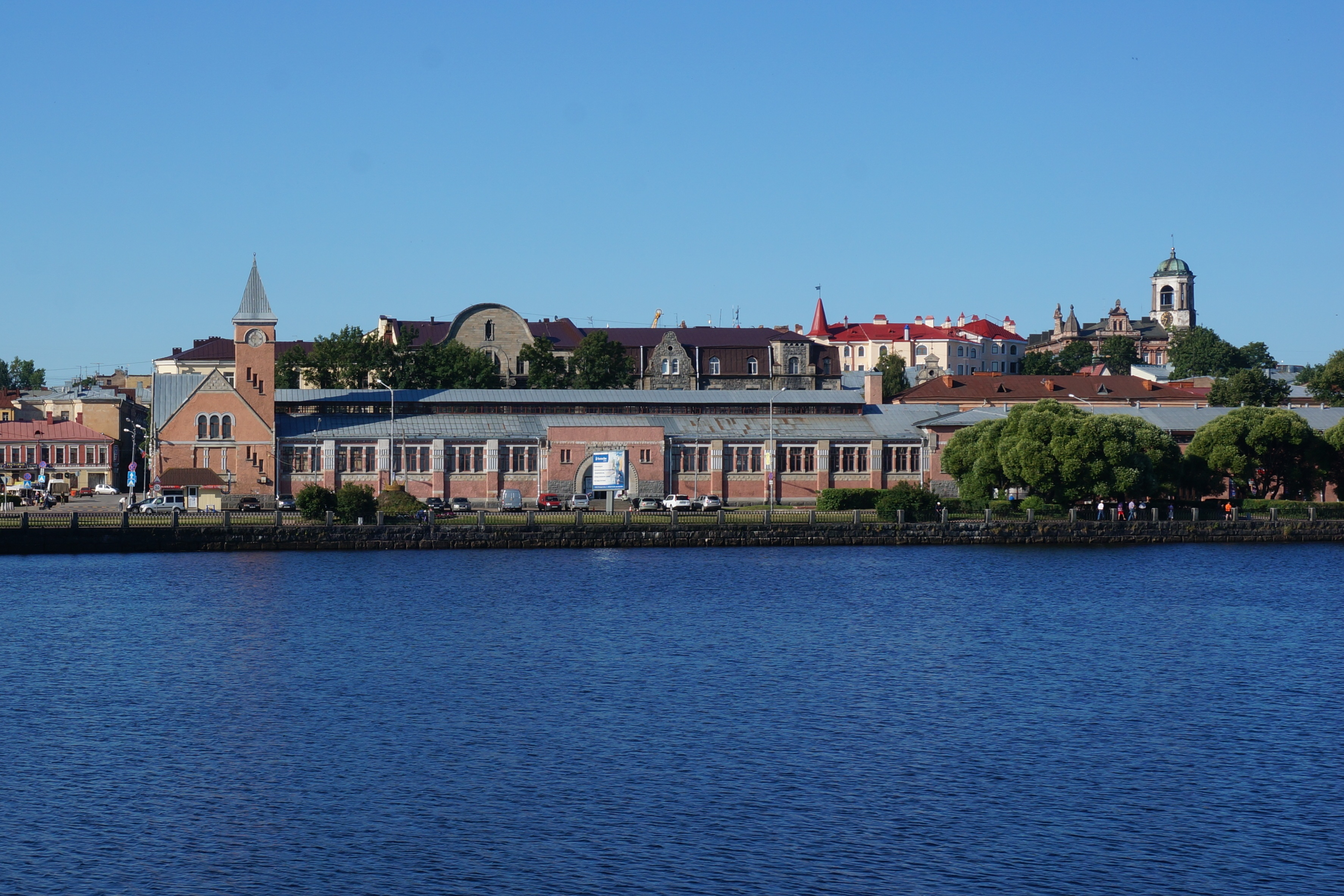
Выборгский рынок